# Louis Sallard
Louis Edmond Sallard est un homme politique français né le 16 décembre 1827 à Paris et décédé le 26 décembre 1881 à Paris.

## Biographie
Avocat, il se prépare à entrer dans la magistrature au moment du coup d’État du 2 décembre 1851. Il se retire sur ses propriétés et s'occupe d'agriculture et d'études historiques. Conseiller général du canton de Provins en 1871, maire de Poigny, il est destitué par le gouvernement de Broglie. Il est député de Seine-et-Marne de 1876 à 1881, siégeant à l'Union républicaine. Il est l'un des 363 qui refusent la confiance au gouvernement de Broglie, le 16 mai 1877. 
Il est inhumé au cimetière du Père-Lachaise (48e division).

## Sources
- « Louis Sallard », dans Adolphe Robert et Gaston Cougny, Dictionnaire des parlementaires français, Edgar Bourloton, 1889-1891 [détail de l’édition]